# Sede principal del Imperial War Museum

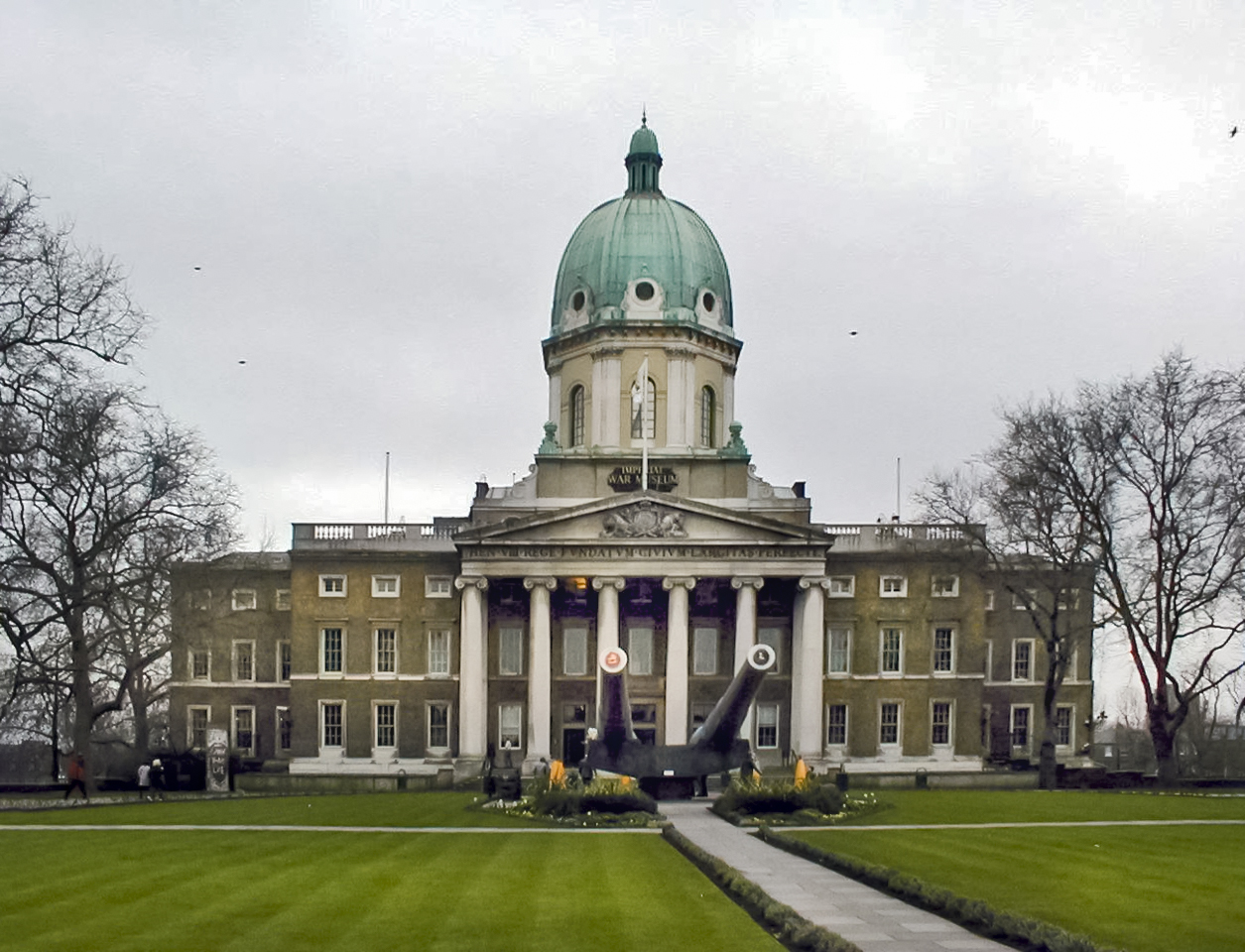
Edificio del museo en Londres.

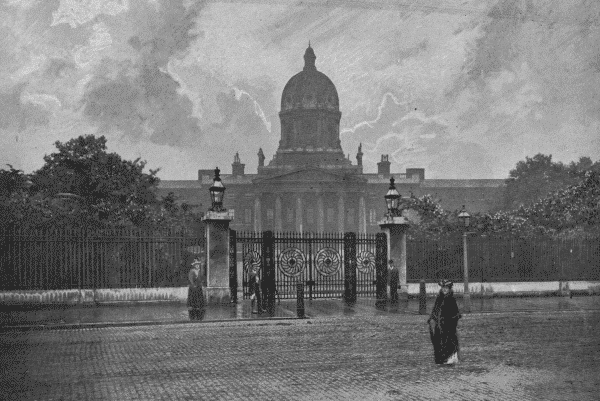
El edificio en 1896.

La  sede principal del Museo Imperial de la Guerra o Imperial War Museum es un edificio situado en Londres que se encuentra en lo que fuese el hospital psiquiátrico Bethlehem, construido en 1811 y que quedó vacío en 1930. Después de que las alas laterales fuesen demolidas el museo se trasladó en 1936 al cuerpo central del edificio, el único que quedaba en pie.
El museo muestra tanto maquinaria bélica: enormes tanques, elementos de artillería, bombas, aviones, etc.; como una muestra de los efectos sociales de las guerras del siglo XX y su impacto en la vida de las gentes: muestras de racionamiento de la comida, precauciones contra los ataques aéreos, de la censura y de los estímulos para levantar la moral en tiempos de guerra. Así mismo el museo cuenta con películas de guerra, programas de radio y literatura bélica, más cientos de fotografías, pinturas de Paul Nash y esculturas de Jacob Epstein. Además de las escenas evocadoras a los bombardeos de 1940 de Henry Moore. El museo cuenta además con piezas procedentes de las últimas operaciones de las fuerzas armadas británicas.